# Episodi di Saranno famosi (quinta stagione)
Questa voce contiene trame, dettagli e crediti dei registi e degli sceneggiatori della quinta stagione della serie televisiva Saranno famosi
Negli Stati Uniti, la serie fu trasmessa dalla NBC dal 12 ottobre 1985 al 24 maggio 1986. In Italia, la stagione è andata in onda su Rai 2 dal 10 settembre al 3 ottobre 1987.
| nº | Titolo originale        | Titolo italiano          | Prima TV USA     | Prima TV Italia   |
| -- | ----------------------- | ------------------------ | ---------------- | ----------------- |
| 1  | A Place to Belong       | Un posto adatto a noi    | 12 ottobre 1985  | 10 settembre 1987 |
| 2  | Leroy and the Kid       | Leroy e la ragazzina     | 19 ottobre 1985  | 11 settembre 1987 |
| 3  | Bronco Bob Rides Again  | Il ritorno di Bronco Bob | 26 ottobre 1985  | 12 settembre 1987 |
| 4  | Selling Out             | Vendersi l'anima         | 2 novembre 1985  | 13 settembre 1987 |
| 5  | White Light             | Luce bianca              | 9 novembre 1985  | 14 settembre 1987 |
| 6  | Savage Streets          | Strade selvagge          | 16 novembre 1985 | 15 settembre 1987 |
| 7  | His Majesty Donlon      | Sua maestà Donlon        | 23 novembre 1985 | 16 settembre 1987 |
| 8  | Broadway Danny Amatullo | Broadway Danny Amatullo  | 30 novembre 1985 | 17 settembre 1987 |
| 9  | Ebenezer Morloch        | Ebenezer Morloch         | 13 dicembre 1985 | 18 settembre 1987 |
| 10 | Choices                 | Scelte                   | 4 gennaio 1986   | 19 settembre 1987 |
| 11 | The First Time          | La prima volta           | 11 gennaio 1986  | 20 settembre 1987 |
| 12 | A River to Cross        | Di là dal fiume          | 1º febbraio 1986 | 21 settembre 1987 |
| 13 | Such Good Friends       | Solo buoni amici         | 8 febbraio 1986  | 22 settembre 1987 |
| 14 | Holmes Sweet Holmes     | Holmes caro Holmes       | 15 febbraio 1986 | 23 settembre 1987 |
| 15 | Double Exposure         | Sovraesposizione         | 22 febbraio 1986 | 24 settembre 1987 |
| 16 | The Inheritance         | L'eredità                | 1º marzo 1986    | 25 settembre 1987 |
| 17 | The Comedian            | Il comico                | 22 marzo 1986    | 26 settembre 1987 |
| 18 | Stagefright             | Paura del palcoscenico   | 29 marzo 1986    | 27 settembre 1987 |
| 19 | Self Defense            | Autodifesa               | 5 aprile 1986    | 28 settembre 1987 |
| 20 | W.S.O.A.                | W.S.O.A.                 | 26 aprile 1986   | 29 settembre 1987 |
| 21 | Contacts                | Contatti                 | 3 maggio 1986    | 30 settembre 1987 |
| 22 | To Tilt at Windmills    | Contro i mulini a vento  | 10 maggio 1986   | 1º ottobre 1987   |
| 23 | Losin' It               | Perdere la testa         | 17 maggio 1986   | 2 ottobre 1987    |
| 24 | The Incident            | L'incidente              | 24 maggio 1986   | 3 ottobre 1987    |